# Zeitschrift für französische Sprache und Literatur
Die ZFSL gehört zu den ältesten einschlägigen Fachzeitschriften im Bereich der Romanistik. Hierbei liegt der Schwerpunkt dieser 1879 gegründeten Zeitschrift im galloromanischen Bereich und insbesondere in der französischen bzw. frankophonen Literatur- und Sprachwissenschaft.

## Geschichte
Die Entstehung und Entwicklung der Zeitschrift für französische Sprache und Literatur sind im wissenschaftlichen Zeitgeist der jeweiligen Epochen zu betrachten. Mit der ZFSL, die unter dem Titel „Zeitschrift für neufranzösische Sprache und Litteratur“ mit dem Zusatz „mit besonderer Berücksichtigung des Unterrichts im Französischen auf den deutschen Schulen“ ins Leben gerufen wurde, haben die Gründer G. Koerting und E. Koschwitz ein Publikationsorgan für die damals verhältnismäßig noch junge Romanistik geschaffen.
Die Gründung der ZFSL erfolgte nur ein Jahr nach der Schaffung des ersten Instituts für Romanistik überhaupt, dem „Königlichen romanischen Seminar“ an der Universität Bonn, an dem Wendelin Foerster den ersten Lehrstuhl für Romanistik innehatte. Den Weg dafür hatte Friedrich Diez geebnet, der in Romanistenkreisen als Gründer der Romanistik gilt.
Mit seiner Grammatik der Romanischen Sprachen (1836–1844) und dem Etymologischen Wörterbuch (1853) hatte Friedrich Diez den Grundstein für die Romanistik gelegt. In den folgenden Jahren wurde durch die Gründung von Lehrstühlen der Romanistik an deutschen Universitäten auch noch die notwendige institutionelle Verankerung für die Romanistik geschaffen. Somit konnte sich die Romanistik zunehmend gegen die damals etablierte klassische Philologie behaupten. Parallel dazu gewann die französische Sprache an den deutschen Gymnasien immer mehr an Terrain und Ministerialbeschlüsse erhöhten den Druck auf die Wissenschaftler: Letztere sollten das damals noch kaum erforschte moderne Französisch sowie die hiermit verbundenen didaktischen Aspekte stärker in der Forschung berücksichtigen. In dem Zusammenhang waren die Meinungen bezüglich der zu wählenden Unterrichtsform für die lebendigen Sprachen, wie das Französische, gespalten. Dabei galt es die Frage zu klären, ob der Französisch-Unterricht auf dem Lateinischen basieren sollte, oder ob die moderne Sprache samt ihren landeskundlichen Besonderheiten den Kern des Französisch-Unterrichts bilden sollte. Somit kam die Zeitschrift für neufranzösische Sprache und Literatur wie gerufen.

## Entwicklung derZFSL
Der Entstehungszeitpunkt der ZFSL schlug sich nicht nur in dem von 1879 bis 1884 benutzten Titel, sondern auch im ausführlichen Rezensionsteil und in der damaligen Liste der eingesandten Bücher (noch „Novitätenverzeichnis“ genannt) nieder. In diesen Jahren spiegelte sich das didaktische Interesse in entsprechenden Rubriken wider – wie beispielsweise „III. Ausgaben französischer Werke (mit Einschluss der Schulausgaben)“, „IV. Theorie des französischen Unterrichtes. Französisches Unterrichtswesen“ oder „V. Französische Schulgrammatiken, Uebungsbücher, Lesebücher, Chrestomathien, Vocabularien, Phraseologien“ in Band 3 (1881); oder „d. Vollständige Grammatiken (mit Einschluss der Elementar-Grammatiken) in Band 4 (1882)“ usw.
Im Jahr 1885 verschwand der didaktisch orientierte Titelzusatz; 1889 wurde „neufranzösisch“ in „französisch“ umgeändert. Fortan hieß das Publikationsorgan „Zeitschrift für französische Sprache und Literatur“. Diesen Namen trägt die Zeitschrift bis heute noch.

## Herausgeber derZFSL
Nicht nur die Epochen und die Veränderungen innerhalb der Romanistischen Disziplin haben den Werdegang der ZFSL maßgeblich beeinflusst. Auch die jeweiligen Herausgeber haben der Zeitschrift jeweils eine besondere Note verliehen. So ging beispielsweise die Tilgung des Titelzusatzes mit einem Herausgeberwechsel einher: Als Behrens und Heinrich Koerting die alleinige Herausgeberschaft übernahmen, verschwand der direkte Verweis auf den Schulbezug. Auch die Abänderung von „neufranzösisch“ zu „französisch“ öffnete wissenschaftlichen Beiträgen zu altfranzösischen Sprachständen Tür und Tor in die ZFSL.
Von 1891 bis Dezember 1929 übernahm Behrens die Herausgeberschaft für fast 40 Jahre. Diese Jahre wurden von zahlreichen Rezensionen über Schulbücher, Lehrwerke, Reformschriften usw. geprägt. Dieser didaktische Schwerpunkt spiegelte sich jedoch nicht in den Aufsätzen wider. Auf Behrens folgte E. Gamillscheg als Herausgeber (1930), wobei ab Band 54 (1930/1931) E. Winkler als Herausgeber für den literaturwissenschaftlichen Teil ins Boot stieg. Von da an wurde die ZFSL jeweils in einen sprachwissenschaftlichen, und einen literaturwissenschaftlichen Teil aufgesplittet. Aufgrund der Folgen des Zweiten Weltkrieges wurde 1944 das Erscheinen der ZFSL für 12 Jahre vollkommen ausgesetzt.
Ab 1956 nahm die ZFSL den Betrieb unter der Herausgeberschaft von Ernst Gamillscheg (Sprachwissenschaft) und Julius Wilhelm (Literaturwissenschaft) wieder auf und war fortan beim Franz Steiner-Verlag angesiedelt. 1971 übernahmen dann die Herausgeber H. Stimm und A. Noyer-Weidner das Kommando. Dabei wurde mehr Raum für Theorie- und Methodendiskussion innerhalb der ZFSL gefordert. Auch der historischen Sprachwissenschaft und der mittelalterlichen Literatur sollte mehr Gewicht zukommen. Außerdem sollte sich die ZFSL auch für neue Fragestellungen und Methoden öffnen. Hierfür wurde der Rezensionsteil dementsprechend ausgeweitet.
Nach dem Tod von Helmut Stimm wurde die Herausgabe der ZFSL an die nächste Herausgeber-Generation weitergereicht: Unter der Herausgeberschaft (1987–Dezember 2010) von Peter Blumenthal (Sprachwissenschaft) und Klaus W. Hempfer (Literaturwissenschaft) wurde die ZFSL noch offener, Kooperationen zwischen literatur- und sprachwissenschaftlichen Ansätzen wurden vorangetrieben und im Bereich der Theorie- und Methodendiskussion wurden starke Impulse gesetzt (bspw. Raible 1998). In dem Zusammenhang wurde auch die neue Rubrik „Berichte über aktuelle Forschungsprojekte und -institutionen“ eingeführt (vgl. bspw. Fuchs 2005). In der Zeit stieg das Ansehen der Zeitschrift und der Stellenwert der Galloromanistik wurde angehoben.
Seit Januar 2011 haben Ulrike Schneider (Literaturwissenschaft) und Guido Mensching (Sprachwissenschaft) die Herausgeberschaft der ZFSL übernommen. Zum einen streben sie es an, die ZFSL-Tradition fortzuführen; zum anderen setzen auch sie neue Schwerpunkte – wie beispielsweise die stärkere Berücksichtigung des Okzitanischen und der Frankophonie. Auch komparatistische Beiträge (vgl. bspw. Eichler/Hager/Müller 2012) sollen in der ZFSL zunehmend berücksichtigt werden.

## Blütezeit derZFSLund Beiträge berühmter Romanisten
Zwischen dem Ende der zwanziger Jahre und Ende 1935 erlebte die ZFSL ihre „Blütezeit“ – und dies sowohl quantitativ als auch qualitativ. So erschienen beispielsweise 1927 zwei Bände mit jeweils acht Heften, was einem gesamten Seitenumfang von 1029 Seiten entsprach. Zum Vergleich: zwischen 1889 und 1917 betrug der jährliche Seitenumfang jeweils maximal zwischen 260 und 362 Seiten. 1942 erschien der Band 64 – mit 8 Heften, was einen Seitenumfang von 512 Seiten ergab. Im Jahr 2015 bestand Band 125 aus 3 Heften, die insgesamt einen Seitenumfang von 334 Seiten ausmachten.
Doch nicht nur quantitativ, auch qualitativ erlebte die ZFSL ihre Blütezeit und wurde zum Publikationsorgan wegweisender romanistischer Überlegungen. So haben zahlreiche berühmte Romanisten (wie beispielsweise Leo Spitzer, Gerhard Rohlfs, Wilhelm Meyer-Lübke, Ernst Gamillscheg, Franz Rainer, Andreas Kablitz u. v. a. m.) Rezensionen bzw. Aufsätze für die ZFSL geschrieben. Im Folgenden sind ein einige wegweisende Beiträge renommierter Romanisten aufgeführt (ohne Anspruch auf Vollständigkeit):
- Ernst Gamillscheg: Zur wallonisch-lothringischen Präsensbildung. In: ZFSL. 34, 1909, S. 306–313.
- Andreas Kablitz: Erzählperspektive – Point of View – Focalisation. Überlegungen zu einem Konzept der Erzähltheorie. In: ZFSL. 98/3, 1988, S. 237–255.
- Wilhelm Meyer-Lübke: Zur u-ü-Frage. In: ZFSL. 41, 1913, S. 1–7.
- Wilhelm Meyer-Lübke: Etymologisches. In: ZFSL. 45/7–8, 1919, S. 485–493.
- Alfred Noyer-Weidner: Kontextbedeutung und Wortsemantik. Zur Eingangslaisse des afz. Rolandsliedes und zur ‚Berglage‘ von Saragossa (V. 6). In: ZFSL. 89/4, 1979, S. 289–318.
- Franz Rainer: Étude diachronique sur l’emploi adjectival des noms français en –iste. In: ZFSL 127/1–2, 2017, S. 23–44.
- Leo Spitzer: Attributives Gerundium im Portugiesischen, Spanischen, Rumänischen und Französischen?. In: ZFSL. 50/7–8, 1927, S. 464–469.